# 安倍吉俊
安倍 吉俊（あべ よしとし、英語表記：Yoshitoshi Abe、1971年8月3日 - ）は、日本のイラストレーター、漫画家。東京都目黒区出身。東京芸術大学美術学部日本画科卒、同大学大学院美術研究科修士課程絵画専攻日本画科修了。血液型はB型。
父は囲碁棋士の安倍吉輝。姉に同じく囲碁棋士の岡田結美子がいる。2011年11月11日、同業者の女性と結婚。
右の通り名前の「吉」の字は「」（「土」の下に「口」、つちよし）であるとして本人もそう名乗ってきたが、婚姻に際し戸籍を確認したところ、出生当時には当該の字は登録不可となっており、一般的な「吉」の字で登録されていたことが判明した。作家活動においては従来通り「」の文字を用いていくことを表明している。
影響を受けた漫画家に、近藤ようこを挙げている。

## 略歴
父の影響で将棋棋士を目指すが、小学六年生の時にPC-6000に出会い、プログラミングに触れる。高校時代は漫画研究会に所属し、映画撮影の手伝いなどをしていた。先輩の漫画の手伝いをしたきっかけで、19歳の時に絵を勉強しようと考え、代々木造形学校に通い絵を習い始める。鉛筆デッサンが好きで日本画を選択。合格するまで日本画がよくわからなかったという。
大学在学中に描いた漫画が『月刊アフタヌーン』（講談社）で入選。90年はじめ、自作のイラストをネットに公開し、そこから仕事の依頼が来るようになる。同時期、ネットで知り合った作家との共作同人誌『むてけいファイヤー』に参加。都市のビルを描いた大学卒業制作は、三菱重工業が買い上げたという。
2021年8月7日から日本橋のspace caimanにて「安倍吉俊原画展 灰羽連盟とその周辺」を開催。

## 作品リスト

### 画集
- 『Lain』安倍吉俊 画集［オムニプレゼンス(遍在)］（ソニー・マガジンズ、1999年5月20日初版第1刷発行）ISBN 4-7897-1343-1
  - 『Lain』安倍吉俊 画集 オムニプレゼンス［復刻版］（復刊ドットコム、2018年9月28日初版発行）ISBN 978-4-8354-5613-3
- 安倍吉俊 灰羽連盟画集 グリの街、灰羽の庭で（角川書店、2003年12月25日初版発行）ISBN 4-04-853654-0
- yoshitoshi ABe lain illustrations: ab# rebuild an omnipresence in wired（ワニマガジン社、2005年10月1日第1刷発行）ISBN 4-89829-487-1
- 安倍吉俊画集「垓層宮」（ワニマガジン社、2007年9月1日第1刷発行）ISBN 978-4-86269-025-8
- 回螺（ワニマガジン社、2008年7月25日初版発行）ISBN 978-4-86269-025-8
- Roman Album ですぺら 小中千昭×安倍吉俊（小中千昭との共著、徳間書店、2011年5月10日初版発行）ISBN 978-4-19-720328-4
- 祝祭の街 明 -Lightness- 安倍吉俊デビュー20周年記念自選画集[8]（星海社、2015年8月31日第1刷発行）ISBN 978-4-06-219713-7
- 祝祭の街 暗 -Darkness- 安倍吉俊デビュー20周年記念自選画集[8]（星海社、2015年8月31日第1刷発行）ISBN 978-4-06-219714-4
- 祝祭の街 素 -Sketches&Drawings- 安倍吉俊デビュー20周年記念自選画集[8]（星海社、2015年8月31日第1刷発行）ISBN 978-4-06-219715-1

### 漫画

#### 単行本
- NieA_7（gK共著、1999年 - 2001年）
- リューシカ・リューシカ（2009年 - 2015年）
- こどものグルメ（原作：久住昌之、『comicエスタス』→『Renta!』2017年7月 - ）

#### 読切作品
- 「雨の降る場所」（1994年）
  - デビュー作。『ユリイカ』の2010年10月号に収録されている[9]。

### 小説（装丁）
- All You Need Is Kill（著・桜坂洋）
- ネガティブハッピー・チェーンソーエッヂ（著・滝本竜彦）
- NHKにようこそ!（著・滝本竜彦）
- 超人計画（著・滝本竜彦）
  - 文庫版のみ。
- 僕のエア（著・滝本竜彦）
  - 雑誌掲載および文庫版。
- 神の系譜 シリーズ（著・西風隆介）
- きみよわすれないで（著・篠原一）
- 青い宇宙の冒険（著・小松左京）
  - 青い鳥文庫版。
- Uの世界（著・神林長平）
- 太陽の汗（著・神林長平）
- ゴーディーサンディー（著・照下土竜）
- アンデッド シリーズ（著・福澤徹三）
- リビングデッド・ファスナー・ロック シリーズ（著・瑞智士記）
- ですぺら（著・中村隆太郎・小中千昭）
- フェノメノ 美鶴木夜石は怖がらない（著・一肇）
- テラフォーマーズ THE OUTER MISSION I スカベンジャーズ（著・藤原健市）
- 《マーダーボット・ダイアリー》シリーズ（著・マーサ・ウェルズ）

### アニメ（原作、キャラクターデザイン）
- serial experiments lain - キャラクター原案
- 灰羽連盟 - 原作
- NieA_7 - キャラクター原案
- TEXHNOLYZE - キャラクター原案
- ですぺら - キャラクター原案
- RErideD-刻越えのデリダ- - キャラクター原案[10]
- RWBY 氷雪帝国 - 第8話エンドカードイラスト

### その他
- 月の詩（Gackt）
- 坂田アキラの数列が面白いほどわかる本（坂田アキラ）
- 坂田アキラの三角関数・指数・対数が面白いほどわかる本（坂田アキラ）
- Love Song（Key Sounds Label）
- 同人音楽を聴こう!（三才ブックス）
- 新・萌えるヘッドホン読本（岩井喬）
- サルにもできるiPhone同人誌の創り方（飛鳥新社）
- ガイナックストップページイラスト（2009年8月7日）
- バウンティソード攻略本（カラーイラスト、アスキー 1997年7月4日）
- サクラ大戦攻略本（カラーイラスト、アスキー 1996年）
- バイオハザード攻略本（カラーイラスト、アスキー 1996年）
- パンツァードラグーンツヴァイ公式ガイドブック（カラーイラスト、アスキー 1996年6月）
- 少女自転車解放区（村田蓮爾編著、ワニマガジン社、2011年9月）
- 艦隊これくしょん -艦これ-電撃コミックアンソロジー 佐世保鎮守府編10（電撃コミックスNEXT、2016年1月）表紙イラスト